# 薛州 (人物)
薛州（2世纪—？）是东汉末年的海盗首领。
东汉建安年间（196年—220年），曹操任命陈登为广陵太守。陈登治理广陵，赏罚公正，在民众中很有威信。广陵郡内的海盗首领薛州，拥有部众1万余户，也归附陈登。